# Этнографический музей «Тихий Дон»
«Тихий Дон» — этнографический музей в Константиновском районе Ростовской области.

## История
В 2017 году был открыт музей казачьего быта под открытым небом — Этнографический музей «Тихий Дон», расположенный в хуторе Старозолотовский. Для его создания из станицы Еланская и хутора Малый Громчонок Верхнего Дона, за 350 км, на новое местоположение были перевезены декорации со съёмок сериала «Тихий Дон»:
Музей рассказывает о жизни и традициях донских казаков времён Гражданской войны в России и Великой Октябрьской социалистической революции и охватывает период с 1917 по 1922 года.
На осуществление задачи по переносу и восстановлению декораций ушло более 2-х лет. На постройку куреней по старинному казачьему способу, описанному ещё Михаилом Шолоховым, из глины, лошадиного навоза и соломы ушло около 20 тонн глины.

Предложения о перевозе и сохранении кропотливо и бережно воссозданных декораций по окончании съёмок принадлежат Али Муссаевичу Узденову, одному из сопродюссеров фильма. Директор музея — Лариса Егупова:
«Идея создания музея, видимо, была давно у Али Муссаевича, потому что ещё до съемок „Тихого Дона“ он выкупил старинный курень казаков Никифоровых, чтобы создать там музей казачьего быта. Так что кинодекорации тут были очень к месту!»
Сегодня здесь три куреня, которые показывают жизнь разных социальных слоёв казачества: это курень Астаховых, где крыша крыта простым камышом, и в нём глиняный пол; следом идёт семья Мелеховых, где крыша куреня покрыта чаканом, пол также глиняный, но более ровный; и самая состоятельная — семья Коршуновых, у которых крыша металлическая, полы деревянные, добротная утварь и предметы быта.
В музее представлены более двух тысяч экспонатов, в том числе ткацкий станок, который команда музея отреставрировала, и пианола XIX века в рабочем состоянии.
Торжественное открытие музея состоялось 21 апреля 2017 года.

## Инфраструктура
- Курень Астаховых
- Курень Мелеховых
- Курень Коршуновых
- Кузня
- Курень с экспозицией донского костюма
- Подворье